# Pseudoanguillospora stricta
Pseudoanguillospora stricta är en svampart som beskrevs av S.H. Iqbal 1974. Pseudoanguillospora stricta ingår i släktet Pseudoanguillospora, divisionen sporsäcksvampar och riket svampar.   Inga underarter finns listade i Catalogue of Life.